# كارا إيليجالد
كارا إيليجالد (بالإسبانية: Karra Elejalde)‏ هو مخرج وممثل إسباني، ولد في 10 أكتوبر 1960 في إسبانيا. من الجوائز التي نالها Goya Award for Best Supporting Actor ‏.

## أعمال

### أفلام
- (2007) زمن الجرائم
- (2010) بيوتيفول[5]

## جوائز
- Goya Award for Best Supporting Actor [الإنجليزية]‏

## وصلات خارجية
- كارا إيليجالد على موقع IMDb (الإنجليزية)
- كارا إيليجالد على موقع قاعدة بيانات الأفلام العربية
- كارا إيليجالد على موقع ألو سيني (الفرنسية)
- كارا إيليجالد على موقع أول موفي (الإنجليزية)
- كارا إيليجالد على موقع قاعدة بيانات الأفلام السويدية (السويدية)
- كارا إيليجالد على موقع قاعدة بيانات الفيلم (الإنجليزية)
- كارا إيليجالد على موقع كينوبويسك (الروسية)